# Der Gefangene im Kaukasus (Tolstoi)

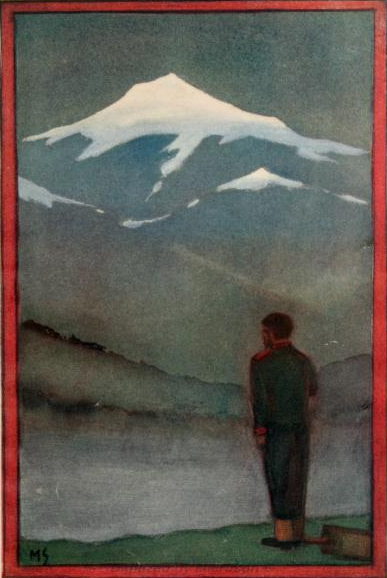
Illustration zu der Erzählung
Der Gefangene im Kaukasus.
Illustrator: Michael Sevier (anno 1916)

Der Gefangene im Kaukasus (russisch Кавказский пленник, Kawkasski plennik) ist eine Erzählung von Lew Tolstoi, die 1872 nach einer wahren Begebenheit entstand und im selben Jahr in der Sankt Petersburger Monatszeitschrift Sarja erschien. Den Titel hat der Autor von Puschkins gleichnamiger Verserzählung aus dem Jahr 1822 übernommen. Die bei Kindern und Jugendlichen beliebte Geschichte gehört zu den Texten Tolstois, die wiederholt in die Lehrpläne russischer Schulen aufgenommen wurden. Der Stoff wurde 1975 von Georgi Kalatosischwili mit Juri Nasarow in der Rolle des russischen Offiziers Schilin verfilmt.

## Inhalt
Der Offizier Schilin dient im Kaukasus. Die Mutter möchte den Sohn noch einmal sehen, weil es mit ihr zu Ende geht. Schilin erhält im Sommer von seinem Oberst Urlaub, spendiert seiner Mannschaft vier Eimer Schnaps und macht sich mit dem beleibten Offizier Kostylin zu Pferde auf den Weg. Kaukasus-Tataren unter Kasi Muhamed überfallen die Reisenden und verschleppen sie in ihr Aul. Kasi Muhamed verkauft Schilin und Kostylin an Abdul Murad. Letzterer will für die Freilassung beider einen schönen Batzen Lösegeld erpressen. Lachend unternimmt Abdul Murad mit seinem Sklaven Schilin bescheidene Verständigungsversuche. Der Russe harrt, an einen Fußblock gefesselt, in Abdul Murads Scheune zwei Monate auf die Antwort zu der Lösegeldforderung. Der handwerklich geschickte Schilin freundet sich derweil mit Dorfbewohnern und der 13-jährigen Dina, der Tochter seines „Besitzers“ Abdul Murad, an. Sein erster Fluchtversuch, zu dem er auch seinen Leidensgefährten Kostylin überredet, scheitert. Schilin hatte die Scheunenwand untergraben, den schmalen unterirdischen Gang extra wegen der Korpulenz Kostylins verbreitert und vor der Flucht die Marschrichtung zur nächsten ungefähr acht Werst entfernten russischen Festung ausgekundschaftet. Nachdem die Tataren die beiden Flüchtlinge eingefangen haben, lacht Abdul Murad nicht mehr, sondern lässt Schilin im Aul in eine ziemlich tiefe Grube hinter der Moschee werfen. Kostylin, der mit in der Grube sitzt, ist zu einem zweiten Fluchtversuch nicht bereit. Da es im Aul einen alten Tataren gibt, der sich für eine Übeltat der Russen an seiner Familie rächen will, fürchtet Schilin den Tod und wagt den nächsten Fluchtversuch. Schilin muss fliehen. Seine Mutter, die von der finanziellen Unterstützung des Sohnes lebt, kann niemals die geforderten 500 Rubel aufbringen. Dina hilft Schilin bei der Flucht. Kurz bevor ihn sein „Besitzer“ von drei Tataren das zweite Mal einfangen lassen will, wird er von etwa fünfzehn Kosaken nahe bei der nächsten oben erwähnten russischen Festung gerettet.
Tolstoi schließt die Geschichte so: Schilin reist nicht nach Hause, sondern bleibt „im Kaukasus. Erst einen Monat später wurde Kostylin gegen Zahlung von fünftausend Rubel ausgelöst. Er kam kaum noch lebend heim.“

## Rezeption
Wiktor Schklowski hat in seiner Besprechung einige wesentliche Fakten hervorgehoben, die in der obigen Skizze nicht klar hervortreten. Als die beiden russischen Offiziere von etwa dreißig Tataren überfallen werden, stellt sich Schilin den Angreifern entgegen, während Kostylin in Richtung Festung, dem Ausgangspunkt der Reise, flieht. Schilin ist ein verarmter Adliger, der sein Schicksal in die eigenen Hände nimmt. Hingegen Kostylin wartet letztendlich lieber auf das Eintreffen des Lösegeldes. Die Tschetschenen, also die Tataren, respektieren Schilins Mut und Geschick. Tolstoi beschreitet überhaupt neue erzählerische Wege. Schilin wird nicht von einer geliebten Frau freigelassen, sondern von einem Mädchen, das ihn bedauert. Am Gegensatz zu Kostylin verhält sich Schilin zu seinem Leidensgefährten kameradschaftlich. Er schleppt den korpulenten Fußkranken auf dem Rücken durch die Gebirgsflur, als dieser gar nicht mehr laufen mag. Bei aller Hilfsbereitschaft ist Schilin nicht energisch. Er lässt Kostylin seinen Willen. Schklowski bewundert die ruhige Prosa Tolstois, die ohne psychologische Analyse und Dekorationen auskommt.
Samuil Marschak lobt, er kenne keine bessere Erzählung für Heranwachsende als diese.

## Deutschsprachige Ausgaben
- Der Gefangene im Kaukasus. Deutsch von Arthur Luther. S. 233–265 in: Gisela Drohla (Hrsg.): Leo N. Tolstoj. Sämtliche Erzählungen. Vierter Band. Insel, Frankfurt am Main 1961 (2. Aufl. der Ausgabe in acht Bänden 1982)